# Międzylesie (Warszawa)
Międzylesie – osiedle i obszar MSI w dzielnicy Wawer w Warszawie.

## Opis
Początkowo wieś szlachecka w XVI i XVII w. nosząca nazwę Kaczkowo. Od XVIII znana jako Kaczy Dół. Ze względu na chęć przyciągnięcia letników nazwę zmieniono w 1927 (według innych źródeł w 1932).
Miejscowość została przyłączona do Warszawy w 1951.
W centrum osiedla, w bezpośrednim sąsiedztwie przystanku kolejowego Warszawa Międzylesie, w latach 2015–2016 zbudowano tunel dla komunikacji samochodowej pod linią kolejową nr 7, łączący ulicę Zwoleńską z ul. Żegańską.

## Ważniejsze obiekty
- Instytut „Pomnik – Centrum Zdrowia Dziecka” wraz z lądowiskiem
- Instytut Elektrotechniki
- Zakłady ABB (dawniej ZWAR)
- Międzyleski Szpital Specjalistyczny (dawniej Centralny Szpital Kolejowy)
- Mazowiecki Park Krajobrazowy
- Centrum handlowe Ferio Wawer
- Wawerskie Centrum Kultury[6]
- Przystanek kolejowy Warszawa Międzylesie